# De Hal (Paramaribo)
De Hal, ook wel de Grote Hal van Combé, is een expositiecentrum in Paramaribo. Het biedt ruimte aan shows en exposities op cultureel, maatschappelijk, zakelijk, ambachtelijk en beeldendekunstgebied.
De Hal werd rond medio 2010 geopend aan de Grote Combéweg 45. In het eerste jaar bood het onderdak aan Ordinary People Reloaded van Dhiradj Ramsamoedj, die eerder met een versie kwam in 2006, toen als Ordinary People. Andere exposities in het startjaar waren onder meer De ACT expo, met werk van onder meer Paul Woei, Coronie-expo van Fineke van der Veen en Kunst is kracht uit de collectie van de Readytex  Art  Gallery. Deze galerie is vaker betrokken bij exposities in De Hal. Ook hield Erwin de Vries in 2010 een expositie in De Hal, met enkele grote, nog niet eerder vertoonde werken.
De Nationale Kunstbeurs hield zijn edities van 2016 en 2017 op deze locatie en daarnaast in Hotel Torarica. In november 2017 was er een expositie van World Press Photo te zien. Het maakte toen deel uit van de reizende expositie die na de officiële presentatie in Amsterdam door veertig landen trok. Eind oktober 2022 werd de kunstbeurs opnieuw geopend in De Hal.